# グロシュ
グロシュ (ポーランド語: grosz [ɡrɔʂ] ( 音声ファイル)) は、ポーランドの通貨単位で、ズウォティ(złoty)の補助単位。grと表記される。1ズウォティ＝100グロシュ。1gr,2gr,5gr,10gr,20gr,50grの種類がある。

## 歴史

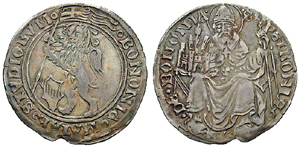
15世紀にイタリアのボローニャで発行されたグロシュ硬貨

「グロシュ」という名の由来はラテン語のgrossusで、「（それ以前に発行されていたディナリウスよりも）厚みのある」という意味である。銀貨で、数～十数ディナリウスと等価であり、かつては中世ヨーロッパの各地で発行されていた。
- イタリア　（1172年～）
- フランス　（1266年～、 トゥロン・グロシュ、12ドゥニエと等価）　ルイ9世の治世に発行
- ティロル　（1271年～）
- ボヘミア　（1300年～、 プラハ・グロシュ） 後に中・東欧地域でも広く流通する
- ポーランド　（1367年頃～、　クラクフ・グロシュ、12ディナリウスと等価）　カジミェシュ3世の治世に発行

グロシュ硬貨は時代が下るにつれ段々小さくなっていき、14世紀初頭には3,7gあったものが、16世紀頃には1.8gになっている。
ポーランドでは、1526年には1/2グロシュ硬貨（＝0.5グロシュ）が発行され、その後も1.5グロシュ、2、3、4、6グロシュの各種硬貨が発行された。また1752年からは銅製となっていた。16世紀から1918年まで、ポーランド・グロシュは1/30ズウォティであった。分割時代のロシア占領地域においては、1/2カペイカであった。1924年から1グロシュ = 1/100ズウォティと定められた。
近代以降、グロシュの名を継ぐ硬貨は2つあった。
- ポーランド　grosz（グロシュ、1グロシュ＝1/100ズウォティ、　～現在）
- オーストリア　Groschen（グロッシェン、1グロッシェン＝1/100シリング、　1924年～1938年および1945年～2001年のユーロ導入まで）